# Palazzo Calabritto
Il Palazzo Calabritto è un palazzo monumentale di Napoli ubicato nell'omonima via, all'angolo con piazza dei Martiri (dove al civico 30 è posto un secondo ingresso) nel quartiere San Ferdinando.

## Descrizione
Intorno alla metà del XV secolo Guillaume d'Estouteville, esponente della famiglia francese di origine normanna dei d'Estouteville, si stabilì a Roma dopo la sua nomina a cardinale. Guillaume ebbe diversi figli naturali, che diedero vita al ramo italiano dei d'Estouteville, che assunse l'appellativo Tuttavilla. Esponenti della famiglia ricoprirono importanti cariche pubbliche nel regno di Napoli e furono insigniti con Orazio del titolo di duchi di Calabritto nel 1630. Il V duca di Calabritto, Vincenzo Tuttavilla (1692-1731), desiderando costruire per la sua famiglia una residenza, acquistò una estensione di terreno nei pressi della chiesa di Santa Maria della Vittoria e intorno al 1720 vi aprì un cantiere dopo aver destinato una parte della proprietà a pubblica via (l'attuale via Calabritto).
Il re Carlo III di Borbone, colpito dalla imponenza della costruzione, volle acquistarla per 34700 ducati, ma non era sua intenzione completarla né utilizzarla. Pertanto nel 1754 Francesco, figlio del duca Vincenzo, riuscì a ricomprarla, restituendo alla corte la stessa somma ricevuta a suo tempo dalla vendita.

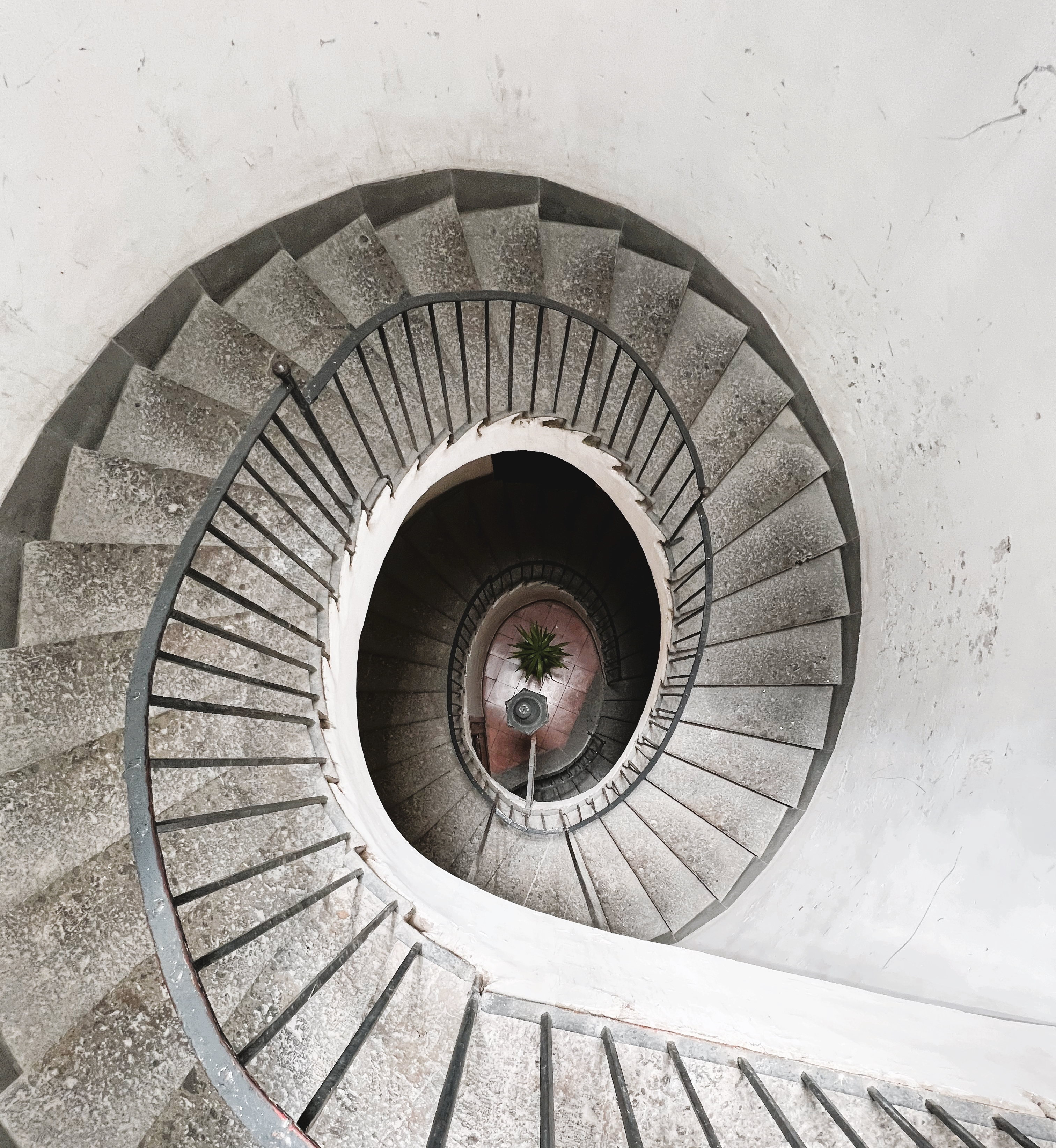
Una delle scale disegnate dall'arch. Luigi Vanvitelli

Riottenuto il palazzo, don Francesco lo fece restaurare dall'architetto Luigi Vanvitelli, che apportò sostanziali modifiche nello scalone e nei portali. Il maestoso portale in marmo è contornato da cariatidi ioniche. Nonostante i gravi danni causati dai bombardamenti della Seconda Guerra Mondiale, si conservano affreschi sulle volte di numerosi ambienti del piano ammezzato.
Nel corso dei secoli, oltre che dagli eredi dei duchi di Calabritto, il palazzo è stato abitato da personaggi illustri quali Gioacchino Murat, i fratelli Florestano e Guglielmo Pepe, il generale Paolo Avitabile, i giuristi Alberto Marghieri e Bruno Gaeta e il diplomatico Filippo Caracciolo. In alcuni locali del palazzo sono state ospitate le cerimonie religiose della chiesa anglicana e gli atelier di moda di diversi stilisti napoletani.
Il palazzo ha ospitato la sede del Napoli nei suoi anni d'oro (seconda metà degli anni ottanta).